# Koczetowo
Koczetowo (ros. Кочетово) – wieś w Rosji, w Tuwie, w kożuunie tandińskim. W 2010 liczyła 784 mieszkańców.